# Stacey Nolan
Stacey Nolan (* 17. Oktober 1972) ist ein US-amerikanischer Basketballtrainer und ehemaliger -spieler.

## Werdegang

### Spieler
Nolan war als Student Basketballspieler in seinem Heimatland am Cerritos College (1994 bis 1996) sowie an der Hawaiʻi Pacific University (1996 bis 1999). Im Profibereich stand der US-Amerikaner als Spieler von 1999 bis 2001 bei Hubei Northlake’s Wuhan in der chinesischen Liga CBA unter Vertrag, unterbrochen durch ein Engagement im Jahr 2000 bei den Isuzu Jigacats in Japan.

### Trainer
Im Spieljahr 2004/05 übte Nolan beim österreichischen Zweitligisten SV TI-DSG Tirol Innsbruck das Traineramt aus, war dann als (Spieler-)Trainer beim UBSC Graz beschäftigt. Zwischen März und November 2007 bestritt er als Spieler in der Bundesliga insgesamt zehn Begegnungen für Graz.
Mitte Dezember 2007 wurde Nolan Trainer des Bundesligisten Basket Clubs of Vienna. 2008/09 gehörte Nolan als Assistenztrainer dem Stab der Starwings Basket Regio Basel in der Schweizer Nationalliga A an. 2009/10 war Nolan in Rumänien Trainer von Sepsi BC. Von März 2010 bis zum Ende des Spieljahres 2010/11 arbeitete Nolan als Cheftrainer beim rumänischen Damen-Erstligisten ICIM Univ. Vasile Goldiş Arad. Er wurde vom Fachportal Eurobasket.com als bester Trainer der Saison 2010/11 in der rumänischen Liga ausgezeichnet, nachdem er Arad zum Gewinn der rumänischen Meisterschaft, des Pokalwettbewerbs sowie des Europapokalwettbewerbs CEWL geführt hatte. 2010 und 2011 war er zusätzlich Trainer der rumänischen Damen-Nationalmannschaft. Mit Beginn des Spieljahres 2011/12 betreute er ebenfalls in Rumänien den Damen-Erstligisten Nova Vita Târgu-Mureş, im Februar 2012 wurde er entlassen.
Ab Sommer 2012 stand Nolan als Assistenztrainer in Diensten des deutschen Zweitligisten Oettinger Rockets Gotha. Er verließ die Mannschaft Mitte August 2012 aus persönlichen Gründen wieder. Mit Beginn des Spieljahres 2014/15 wurde Nolan Trainer des österreichischen Männer-Zweitligisten Raiders Villach, im Oktober 2015 kam es zur Trennung.
In der Sommerpause 2016 wurde er in Rumänien in zweiter Amtszeit Cheftrainer des Damen-Erstligisten ICIM Univ. Vasile Goldiş Arad und im Januar 2017 wieder entlassen. Der luxemburgische Zweitligist BBC US Heffingen verpflichtete Nolan in der Sommerpause 2018 als neuen Trainer für seine Herrenmannschaft, schon im Oktober desselben Jahres verließ der US-Amerikaner den Verein aus persönlichen Gründen.
Er war in der Schweiz als Trainer des BC Olten-Zofingen, dann von Baden Basket 54 beschäftigt, zur Saison 2025/26 wechselte er innerhalb des Landes zum Damen-Erstligisten Hélios Basket.